# Mohsen Makhmalbaf

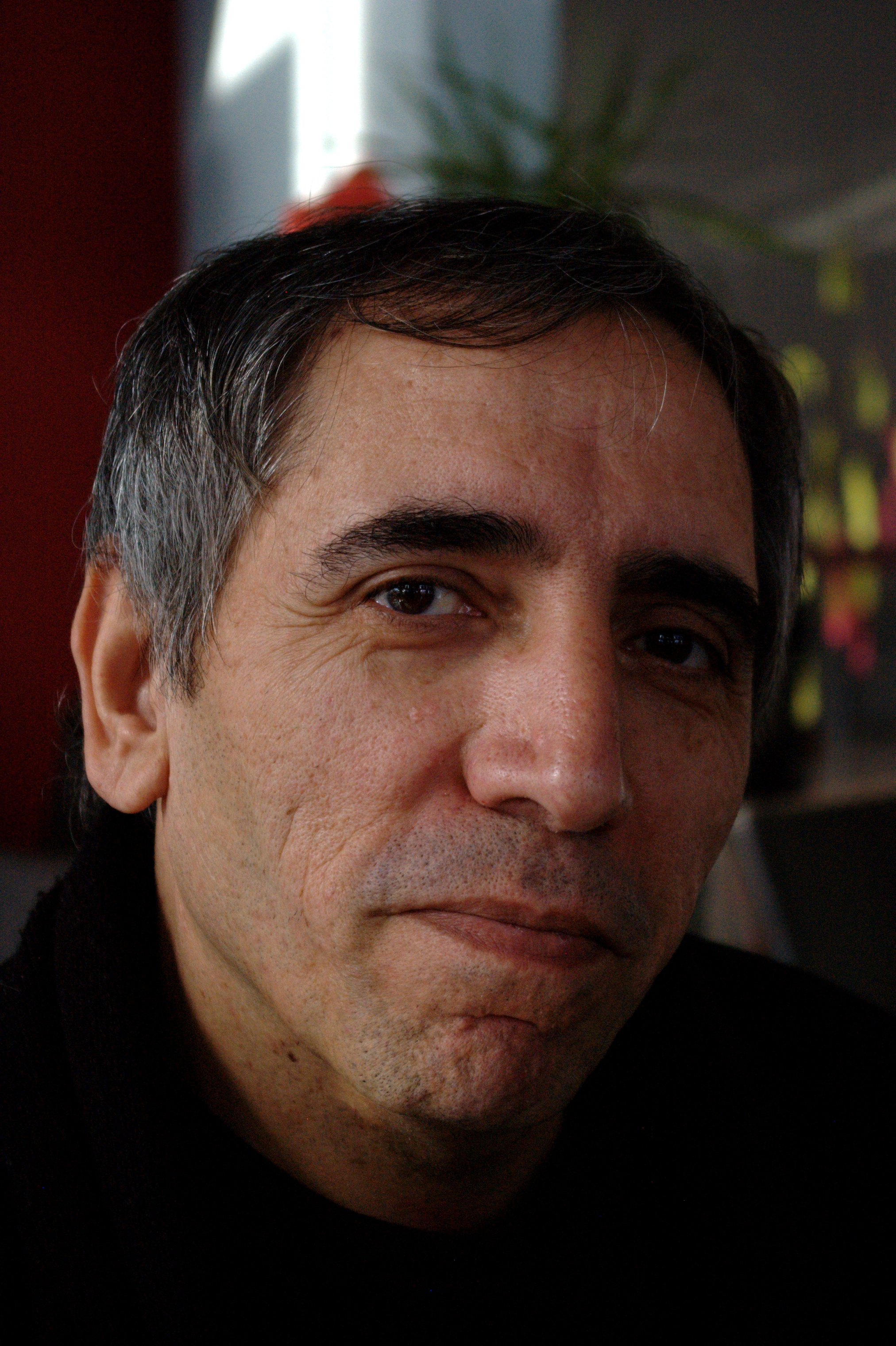
Mohsen Makhmalbaf (2009)

Mohsen Makhmalbāf (persisch محسن مخملباف‎; * 29. Mai 1957 in Teheran) ist ein iranischer Filmregisseur und Autor. Seine Filme wurden vielfach auf internationalen Filmfestivals aufgeführt und erhielten viele anerkannte internationale Filmpreise.

## Biographie
Makhmalbāf wurde in einer armen Familie in Südteheran geboren. Zwischen dem 8. und 17. Lebensjahr hatte Makhmalbāf 13 verschiedene Tätigkeiten ausgeübt. Im Jahre 1974 wurde Makhmalbāf verhaftet, weil er einen Polizisten zu entwaffnen versuchte. Erst nach der Islamischen Revolution im Jahre 1979 wurde er aus der Haft entlassen. Kurz darauf verließ er die Politik und konzentrierte sich auf den kulturellen Bereich im Iran. So fing er an, Bücher zu schreiben und Filme zu drehen. Heute hat er mehr als 27 Bücher veröffentlicht, von denen viele bereits in mehr als zehn Sprachen übersetzt worden sind. Auch seine Filme sind in mehr als 40 Ländern gezeigt worden. Einige Filme wurden jedoch im Iran verboten. Selbst der Regisseur Abbas Kiarostami hatte seinen Film Close-up auf Makhmalbāfs Popularität im Iran aufgebaut.
In den letzten Jahren hatte er auch seine Familienangehörigen zum Filmemachen ermutigt und unterrichtet. Seine Frau Marziyeh Meshkini drehte bisher zwei erfolgreiche Filme und seine ältere Tochter Samirā Makhmalbāf erhielt sogar den Preis der Jury bei den Internationalen Filmfestspielen von Cannes im Jahr 2003 für Fünf Uhr am Nachmittag. Auch seine jüngere Tochter Hanā Makhmalbāf und sein Sohn Maysam Makhmalbāf haben inzwischen jeweils einen Film gedreht. Makhmalbāf gründete auch eine nichtstaatliche Organisation, die das Ziel hat, es afghanischen Kinder zu ermöglichen, im Iran die Schule zu besuchen. Mittels einer Änderung im iranischen Gesetz aufgrund seiner Kampagne, die auch in seinem Film Reise nach Kandahar thematisiert wurde, konnten inzwischen zehntausende afghanische Flüchtlingskinder im Iran zur Schule gehen. Seine Stiftung half dort weiterhin, Schulen und Krankenhäuser zu errichten. Heute tritt Mohsen Makhmalbāf international für die aktuelle oppositionelle Bewegung in der Islamischen Republik Iran ein und lebt seit 2005 im Exil, seit 2009 in Paris.

## Filmografie (Auswahl)
- 1983: Tobeh Nosuh
- 1984: Two Blind Eyes (Do Cheshman Beesu)
- 1984: Fleeing from Evil to God (Este'aze)
- 1985: Boycott (Baykot)
- 1987: The Peddler (Dastforoush)
- 1987: Der Fahrradfahrer (Bicycleran)
- 1989: Hochzeit der Auserwählten (Arousi-ye Khouban)
- 1990: Time of Love (Nobat e Asheghi)
- 1991: The Nights of Zayandeh-Rood (Shabhaye Zayendeh-Rood)
- 1993: The Actor (Honarpisheh)
- 1995: Salam Cinema
- 1996: Brot und Blumentopf (Nun o Goldun)
- 1996: Gabbeh
- 1998: Die Stille (Sokout)
- 2001: Reise nach Kandahar (Safar e Ghandehar)
- 2002: The Afghan Alphabet (Alefbay-e afghan)
- 2005: Sex & Philosophy
- 2006: Schrei der Ameisen (Scream of the Ants)
- 2014: The President
- 2019: Marghe and Her Mother